# Jean-Joseph Rousseau
Jean-Joseph Rousseau, di solito indicato semplicemente come J. Rousseau (Soissons, 1761 – Parigi, 1800), è stato un tenore francese.
Dotato di una caratterizzazione vocale da haute-contre, egli fu un componente di primo piano della compagnia stabile dell'Académie Royale de Musique di Parigi nell'ultimo scorcio del XVIII secolo.

## Biografia
Nato a Soissons nel 1761, Rousseau fu ammesso a nove anni nella cantoria della cattedrale della sua città, ricevendo ivi i rudimenti dell'educazione letteraria e musicale ed uscendone con una bella voce da tenore acuto o haute-contre, come si diceva allora in Francia. Avendo avuto modo di farsi notare durante esibizioni nel teatro di Reims, nel 1779 egli ricevette, secondo la prassi allora in uso per il reclutamento dei membri dell'Académie Royale de Musique di Parigi, un ordine regio (equivalente di una lettre de cachet) perché si presentasse nella capitale per un'audizione, e fu immediatamente arruolato nella compagnia dell'Opéra, come rimpiazzo per il primo tenore, Joseph Legros. Nel settembre dello stesso anno gli fu affidata la sua prima particina originale (un abitatore delle selve) in Écho et Narcisse di Christoph Willibald Gluck.

### Gli esordi all'Opéra
Gli inizi della sua carriera all'Opéra, furono abbastanza agitati. Nell'Académie Royale de Musique regnava all'epoca un notevole malcontento: gli artisti mal sopportavano che i loro ingaggi fossero di tre volte inferiori a quelli degli attori della Comédie-Française e della Comédie-Italienne, e per di più solo in parte fissi e continuativi e per il resto legati alle attività svolte dal teatro. Rousseau si rese allora protagonista di un acceso confronto, di tipo quasi sindacale (nel senso moderno del termine), nei confronti della direzione, affiancato da due giovani cantanti entrati in compagnia praticamente in contemporanea con lui, il baritono François Lays e il basso Auguste-Athanase Chéron (1760-1829). Quando nel giugno del 1781 un incendio ebbe distrutto la seconda sala del Palais-Royal, sede del teatro, causando l'interruzione delle rappresentazioni e quindi lasciando i cantanti col solo trattamento fisso, i tre decisero di porre rimedio a tale situazione accettando ingaggi all'estero, cosa che non era loro giuridicamente consentita dalla posizione di pensionnaires (attori stipendiati) del re che essi occupavano. Rousseau però fu il solo a riuscire a raggiungere furtivamente Bruxelles e ad esibirsi nel Théâtre de la Monnaie, il secondo maggior teatro in lingua francese del mondo di allora, mentre Lays fu invece addirittura arrestato la sera del 20 agosto 1781, alla vigilia della partenza, e trattenuto per una decina di giorni in prigione.
Le fonti consultate non riferiscono né la durata né le conseguenze della scappatella di Rousseau a Bruxelles, vero è comunque che non risultano nuovi ruoli a lui affidati nel repertorio dell'Opéra del 1781 e del primo semestre del 1782. Nello stesso 1782 il direttore del teatro, Antoine Dauvergne, fu costretto a dimettersi dal suo incarico, e la gestione della struttura fu assunta cooperativamente dagli artisti, con esiti però così disastrosi che il vecchio direttore dovette essere richiamato in servizio il primo aprile del 1785, senza che peraltro i suoi rapporti col terzetto di contestatori migliorassero granché. Nel suo rendiconto sullo svolgimento dell'assemblea generale degli artisti nel 1786, Dauvergne definiva Lays come l'anima nera del gruppetto, Rousseau come "un gran bravo ragazzo" se solo avesse frequentato un po' meno Lays, e Chéron anch'egli come un bravo ragazzo (per quanto fornito del cervello di un dodicenne), ma intimidito dalle bastonate promessegli dagli altri due in caso di tradimento del sodalizio. Alla fine i tre dovettero piegarsi alla pressione della direzione del teatro, non prima però di essere stati promossi "Premiers Sujets" (prime parti), anziché semplici rincalzi quali erano stati fino ad allora, e comunque dopo che i salari medi degli artisti furono stati praticamente raddoppiati rispetto ai valori che avevano alla fine del decennio precedente.

### L'attività come 'primo tenore' e la morte precoce
Rousseau, in particolare, fu affiancato a Étienne Lainez (1753–1822) nella posizione di primo tenore che era rimasta vacante nel 1783 a seguito del ritiro di Joseph Legros, vedendosi affidare soprattutto – nell'ambito dell'attività di repertorio – le parti (come quella di protagonista dell'Orfeo ed Euridice di Gluck o dell'Atys di Piccinni) che richiedevano un particolare grado di flessibilità della voce e probabilmente anche una migliore padronanza della zona acuta. Secondo l'astronomo e viaggiatore francese amante dell'opera Joseph-Jérôme Lefrançois de Lalande, se si prendeva come pietra di paragone il grandissimo Pierre de Jélyotte in carriera fino agli anni '50-'60 , Rousseau era l'unico dei successori di Legros ad essere in grado di arrivare con sicurezza ai toni di una vera haute-contre, anche se però «lui era in possesso di un volume di voce molto modesto». Egli fu però probabilmente l'ultimo dei cantori settecenteschi dell'Académie Royale de Musique a potersi fregiare a buon diritto dell'appellativo di haute-contre, destinato ad essere di lì a poco superato per quello moderno di "tenore" (ténor). 
Nel primo decennio di attività gli furono affidate comunque meno parti nuove che a Lainez e spesso in posizione di subordine rispetto a lui: nel Tarare di Salieri, ad esempio, nel 1787, mentre il ruolo eponimo era interpretato dal secondo, a Rousseau era attribuita la parte da comprimario eroicomico di Calpigi, capo degli eunuchi. Non mancarono tuttavia certamente anche ruoli da protagonista come quelli di Ippolito nella Phèdre (1786) e di Valerio in Les prétendus (1789), opere entrambe di Jean-Baptiste Moyne, detto Lemoyne. Nel decennio successivo, dopo il 1792, i nuovi ruoli interpretati da Rousseau andarono calando di numero e si fecero più irregolari nel tempo: ciò non fu dovuto comunque a ripercussioni delle vicende della rivoluzione francese allora nella sua fase più burrascosa (di essa il cantante, massone di lungo corso, era sostenitore al pari dei suoi compagni di lotte Lays e Chéron), ma ai cronici problemi di salute – «une maladie de langueur» a detta di Fétis (e cioè il mal sottile) – che avevano cominciato ad affliggerlo e che lo portarono prematuramente a morte nel 1800.
Essi non gli impedirono peraltro di legarsi di una relazione amorosa con Claude Oudette Gilles Charles (1766-1832), la spregiudicata moglie dell'anziano – e anch'egli tisico – barone Henri de Navailles, relazione dalla quale nacque nel 1792 (e quindi in stato di illegittimità) una figlia, Pauline. Ella fu poi probabilmente legittimata dopo la morte del barone nel 1794 e comunque assunse il cognome di Rousseau, così come il secondo figlio nato successivamente dalla relazione della coppia e morto prematuramente. Pauline Rousseau (1792-1839) sarebbe diventata, negli anni venti del nuovo secolo, la prima moglie del famoso storico Jules Michelet.

## Ruoli creati
Il seguente repertorio dei personaggi interpretati originariamente da Rousseau è tratto da quello riportato, peraltro con molte lacune, nella voce sul cantante dell'enciclopedia The Paris Opéra curata da Spire Pitou (e meglio specificata in bibliografia): gli scostamenti sono giustificati in nota a piè di pagina.
| personaggio                             | opera                                     | autore                                                          | anno |
| --------------------------------------- | ----------------------------------------- | --------------------------------------------------------------- | ---- |
| Un abitatore delle selve                | Écho et Narcisse                          | Christoph Willibald Gluck                                       | 1779 |
| Un seguace di Morfeo                    | Atys                                      | Niccolò Piccinni                                                | 1780 |
| Euryale (travesti)                      | Persée                                    | François-André Danican Philidor                                 | 1780 |
| Il prevosto                             | Le Seigneur bienfaisant                   | Étienne-Joseph Floquet (1748 – 1785)                            | 1780 |
| Un argivo                               | Électre                                   | Jean-Baptiste Moyne, detto Lemoyne                              | 1782 |
| Valère                                  | L'Embarras des Richesses                  | André Grétry                                                    | 1782 |
| Tisifone (travesti)/ cavaliere saraceno | Renaud                                    | Antonio Sacchini                                                | 1783 |
| Sainquentin figlio                      | Peronne sauvée                            | Nicolas Dezède (c.1740-1798)                                    | 1783 |
| Ephestion                               | Alexandre aux Indes                       | Nicolas-Jean Lefroid de Méreaux (1745 – 1797)                   | 1783 |
| Tamorin                                 | La Caravane du Caire                      | André Grétry                                                    | 1784 |
| Don Sanche                              | Chimène                                   | Antonio Sacchini                                                | 1784 |
| Ufficiale delle guardie                 | Les Danaïdes                              | Antonio Salieri                                                 | 1784 |
| Tibulle                                 | Tibulle et Delie                          | Mademoiselle Beaumesnil (Henriette Adélaïde Villard, 1748-1813) | 1784 |
| Acaste                                  | Panurge dans l'île des lanternes          | André Grétry                                                    | 1785 |
| Eumée                                   | Pénélope                                  | Niccolò Piccinni                                                | 1785 |
| Néocle                                  | Thémistocle                               | François-André Danican Philidor                                 | 1785 |
| Mercure                                 | Amphitrion                                | André Grétry                                                    | 1786 |
| Hippolyte                               | Phèdre                                    | Jean-Baptiste Moyne, detto Lemoyne                              | 1786 |
| Calpigi                                 | Tarare                                    | Antonio Salieri                                                 | 1787 |
| Sandrin                                 | Le Roi Théodore à Venise                  | Giovanni Paisiello                                              | 1787 |
| Néade                                   | Démophoon                                 | Luigi Cherubini                                                 | 1788 |
| Valère                                  | Les Prétendus                             | Jean-Baptiste Moyne, detto Lemoyne                              | 1789 |
| Lucas                                   | Les Pommiers et le moulin                 | Jean-Baptiste Moyne, detto Lemoyne                              | 1790 |
| Hémon                                   | Antigone                                  | Nicola Antonio Zingarelli                                       | 1790 |
| Almodan                                 | Louis IX en Egypte                        | Jean-Baptiste Moyne, detto Lemoyne                              | 1790 |
| Dorval                                  | Le Portrait                               | Stanislas Champein (1753-1830)                                  | 1790 |
| Alonzo                                  | Cora                                      | Étienne Nicolas Méhul                                           | 1791 |
| Dulcindor                               | Corisandre                                | Honoré Langlé (1741-1807)                                       | 1791 |
| Periandre                               | Toute la Grèce, ou ce que peut la liberté | Jean-Baptiste Moyne, detto Lemoyne                              | 1794 |
| Il giovane Horace                       | Horatius Coclès                           | Étienne Nicolas Méhul                                           | 1794 |
| Lysis                                   | La Rosière républicaine                   | André Gretry                                                    | 1794 |
| Ufficiale svizzero                      | La Journée du 10 août 1792                | Rodolphe Kreutzer                                               | 1795 |
| Olphide                                 | Anacréon chez Polycrate                   | André Grétry                                                    | 1797 |
| Pharnaspe                               | Adrien                                    | Étienne Nicolas Méhul                                           | 1799 |

### Libretti citati
- Amphitrion , Opéra en trois actes, Représenté devant Leurs Majestés, à Versailles, le 15 Mars 1786, Parigi, Ballard, 1786 (digitalizzato da Gallica - B.N.F.)
- Atys, tragedie-lyrique, en trois actes , représentée, pour la premiere fois, par l'Academie-royale de musique, le Mardi 22 Février 1780, Parigi, de Lormel, 1780 (digitalizzato da Gallica - B.N.F.)
- Les Danaïdes , tragédie-lyrique en cinq actes, Représentée pour la premiere fois sur le Théâtre de l'Académie Royale de Musique, le lundi 19 Avril 1784, Parigi, Didot, 1784 (digitalizzato da Gallica - B.N.F.)
- Électre , tragédie en trois actes, représentée pour la premiere fois par l'Académie-royale de musique, le Mardi 2 Juillet 1782, Parigi, de Lormel, 1780 (digitalizzato da Gallica - B.N.F.)
- L'Embarras des richesses, comédie-lyrique en trois actes, représentée pour la premiere fois, par l'Académie-Royale de musique, le Mardi 26 Novembre 1782, Parigi, de Lormel, 1780 (digitalizzato da Gallica - B.N.F.)
- Panurge, dans l'Isle des Lanternes , comédie-lyrique en trois actes ; représentée pour la premiere fois, par l'Academie Royale de Musique, Le Mardi 25 Janvier 1785, Parigi, de Lormel, 1785 (digitalizzato da Gallica - B.N.F.)
- Pénélope, tragédie-lyrique en trois actes ; représentée pour la premiere fois, devant Leurs Majestés, a Fontainebleau, le 2 Novembre 1785, et a Paris, sur le théatre de l'Académie-royale de musique, le Mardi 6 Décembre de la même année, Parigi, de Lormel, 1785 (digitalizzato da Gallica - B.N.F.)
- Persée, tragédie-lyrique , remise en 3 actes représentée pour la premiere fois par l'Académie-royale de musique, le Mardi 24 Octobre 1780, Parigi, de Lormel, 1780 (digitalizzato da Gallica - B.N.F.)
- Thémistocle, Tragedie lyrique en trois actes, Représentée, pour la premiere fois, devant Leurs Majestés à Fontainebleau, le 13 Octobre 1783 ; et a Paris, sur le théatre de l'Académie-royale de musique, le Mardi 25 Avril 1786, Parigi, de Lormel, 1785 (digitalizzato da Google Books)